# Erzbistum Owerri

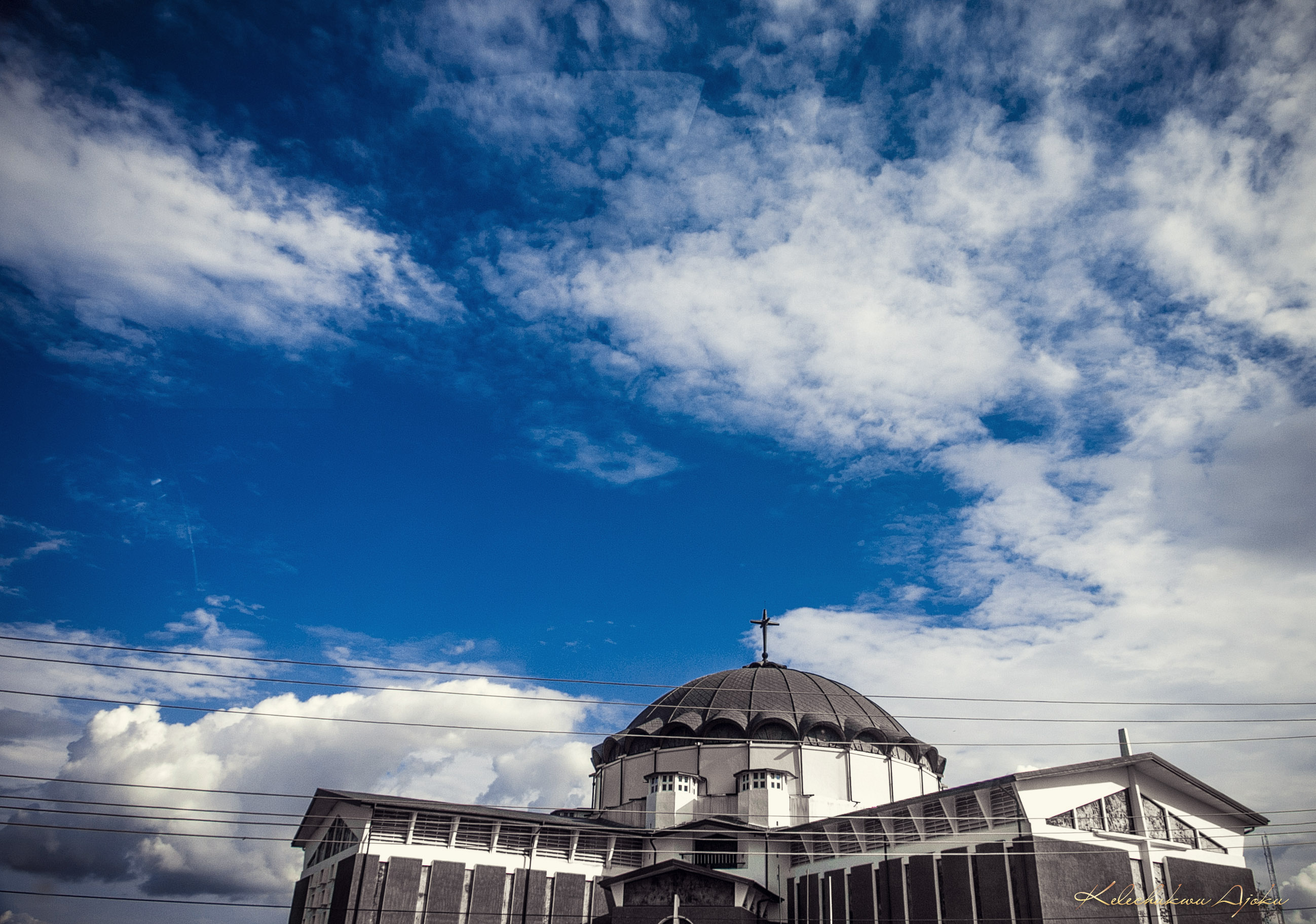
Kathedrale in Owerri

Das Erzbistum Owerri (lateinisch Archidioecesis Overriensis, englisch Archdiocese of Owerri) ist eine in Nigeria gelegene römisch-katholische Erzdiözese mit Sitz in Owerri. 

## Geschichte
Das Erzbistum Owerri wurde am 12. Februar 1948 durch Papst Pius XII. mit der Apostolischen Konstitution In christianum als Apostolisches Vikariat Owerri errichtet.
Das Apostolische Vikariat Owerri wurde am 18. April 1950 durch Pius XII. mit der Apostolischen Konstitution Laeto accepimus zum Bistum erhoben und dem Erzbistum Onitsha als Suffraganbistum unterstellt. Am 23. Juni 1958 gab das Bistum Owerri Teile seines Territoriums zur Gründung des Bistums Umuahia ab. Weitere Gebietsabtretungen erfolgten am 16. Mai 1961 zur Gründung des Bistums Port Harcourt, am 29. November 1980 zur Gründung des Bistums Orlu und am 18. November 1987 zur Gründung des Bistums Ahiara. Am 26. März 1994 wurde das Bistum Owerri durch Papst Johannes Paul II. mit der Apostolischen Konstitution Ad aptius efficaciusque zum Erzbistum erhoben.

## Ordinarien

### Apostolische Vikare von Owerri
- Joseph Brendan Whelan CSSp, 1948–1950

### Bischöfe von Owerri
- Joseph Brendan Whelan CSSp, 1950–1970
- Mark Onwuha Unegbu, 1970–1993
- Anthony John Valentine Obinna, 1993–1994

### Erzbischöfe von Owerri
- Anthony John Valentine Obinna, 1994–2022
- Lucius Iwejuru Ugorji, seit 2022